# وساطة تراوتمان
وساطة تراوتمان هي محاولة من قِبل السفير الألماني في الصين، أوسكار تراوتمان، للتوسط إلي اتفاقية سلام بين رئيس الوزراء الياباني فوميمارو كونوي وتشيانغ كاي شيك رئيس حكومة الكومينتانغ الصينية بعد فترة وجيزة من بدء الحرب الصينية اليابانية الثانية. بدأت الوساطة في نوفمبر 1937 وإنتهت في 16 يناير 1938، مع إعلان كونوي عن إنهائها.

## خلفية
منذ عشرينيات القرن الماضي، كان لألمانيا علاقة وثيقة مع حكومة جمهورية الصين، بقيادة الكومينتانغ. بعد أن تولى الحزب النازي السلطة، حافظت ألمانيا على علاقتها الجيدة مع الحكومة الصينية و لكنها وقعت على ميثاق مناهضة الشيوعية الدولية (الكومنترن) مع اليابان في نوفمبر 1936. كانت توقعات ألمانيا لليابان تمثل ثقلًا موازنًا شرقيًا ضد الاتحاد السوفيتي. بالنسبة لألمانيا، كان أي نزاع مسلح بين الصين واليابان غير مرحب به على الإطلاق.
بعد أغسطس 1937، أدي تصاعد معركة شنغهاي إلى إنزلاق الدولتين إلي حرب واسعة النطاق. ناشدت الصين المجتمع الدولي إتخاذ الإجراءات اللازمة ضد العدوان الياباني.
لم تكن اليابان تريد أن تنزلق إلي حربًا شاملة مع الصين، ولذا قدمت اقتراح السلام و طلبت من ألمانيا أن تتوسط في محادثات السلام في أكتوبر 1937.

## الاقتراح الأول
فيما يلي ملخص لإقتراح السلام الياباني الأول الذي وافقت عليه ألمانيا. سلم تراوتمان هذا الاقتراح إلى الحكومة الصينية في 5 نوفمبر 1937.
1. الحكم الذاتي لمنغوليا الداخلية.
2. منطقة منزوعة السلاح بين مانشوريا و شمال الصين تحت إدارة حكومة نانكينج.
3. منطقة منزوعة السلاح في شنغهاي بشرطة دولية.
4. وقف جميع السياسات المعادية لليابان.
5. التعاون بين اليابان والصين ضد الشيوعية.
6. تعريفات جمركية أقل للسلع اليابانية.
7. احترم ممتلكات وحقوق الأمة الأجنبية في الصين.

حذرت اليابان من أن الاقتراح سيكون ساريًا لفترة محدودة فقط لأن معركة شرسة لا تزال مستمرة. ومع ذلك، توقع تشيانج كاي شيك - رئيس حكومة الصين القومية - مساعدة دبلوماسية أو عسكرية من أطراف خارجية. لذلك، أرجأ رد حكومته إلى طوكيو. بدأ مؤتمر القوي التسع في بروكسل، بلجيكا في 3 نوفمبر 1937.
أصدر المؤتمر إعلانًا في 15 نوفمبر واختتم في 24 نوفمبر، بعد أن لم يتخذ أي إجراءات فعالة. كما لم تتمكن عُصبة الأمم من إتخاذ أي تدابير فعالة.
خلال ذلك الوقت، كانت اليابان قد اكتسبت اليد العليا عسكريًا، بعد النصر في معركة شنغهاي في 26 نوفمبر. و في نهاية نوفمبر، أصبح الوضع العسكري في الصين ميؤوسًا منه. كان سقوط العاصمة الصينية نانكينج وشيكًا. لذلك، قرر تشيانج كاي شيك قبول الاقتراح الياباني كأساس لمفاوضات السلام، والذي تم إرساله إلى تراوتمان في 2 ديسمبر 1937.
لكن، كان المتشددون اليابانيون يكتسبون الزخم في طوكيو بعد معركة شنجهاي الدموية. كانوا يعتقدون أن الاقتراح الأصلي كان متساهلاً للغاية ولم يعد أساسًا صالحًا لمحادثات السلام. لذلك رفضت اليابان رسميًا مفاوضات السلام التي استندت إلى الاقتراح الأول و وعدت بتقديم اقتراح سلام آخر في غضون أسابيع قليلة.

## الاقتراح الثاني
بعد مناقشة داخلية مطولة، قدمت إدارة كونوي الإقتراح الثاني على النحو التالي:
1. الاعتراف الدبلوماسي لدولة مانشوريا (مانشوكو).
2. الحكم الذاتي منغوليا الداخلية.
3. وقف جميع السياسات المعادية لليابان و لمنشوكو.
4. التعاون بين اليابان و مانشوكو والصين ضد الشيوعية.
5. تعويضات للحرب.
6. مناطق منزوعة السلاح في شمال الصين ومنغوليا الداخلية.
7. اتفاقية تجارية بين اليابان و مانشوكو و الصين.

أبلغ دبلوماسي ياباني السفير الألماني في اليابان بالشورط الجديدة في 22 من ديسمبر 1937. حددت اليابان أيضًا 5 يناير 1938 موعدًا نهائيًا للرد الصيني.
كان الإقتراح الجديد أكثر بكثير مما كان مقبولاً بالنسبة لـشيك كاي يشك و الصينيين. فرفض ذلك لكنه لم يرد رسميًا.

## النهاية
في 11 يناير 1938، بعد ستة أيام من الموعد النهائي لرد الحكومة الصينية، عُقد المؤتمر الإمبراطوري (Gozen Kaigi) في طوكيو. ناقش الوزراء اليابانيون والقادة العسكريون كيفية التعامل مع وساطة تراوتمان. لم يكن لدى البحرية رأي قوي لأن الحرب الحالية كانت في الأساس من اختصاص الجيش. طلب الجيش إنهاء الحرب بشروط أكثر تساهلاً بطريقة دبلوماسية، حيث كان يواجه جيشًا أقوى بكثير في الشرق الأقصى السوفياتي عند حدود مانشوريا الشمالية وأراد تجنب حرب إستنزاف لا نهاية لها. و لكن مع ذلك، اختلف كوكي هيروتا، وزير الخارجية الياباني، بشدة مع الجيش. و وفقًا له، لم يكن هناك أمل في وساطة تراوتمان بسبب الفجوة الهائلة في الرأي بين الصين واليابان.
في 15 يناير 1938، عَقد أعضاء مجلس الوزراء الأساسي الياباني و القادة العسكريون مؤتمرًا. هذه المرة، لم يحضر الإمبراطور. كان هناك جدال محتدم حول استمرار وساطة تراوتمان. وأصر نائب رئيس الأركان العامة للجيش, هاياو تادا, على الاستمرار في الحرب. اختلف معه رئيس الوزراء كونوي و وزير الخارجية هيروتا و وزير البحرية ميتسوماسا يوناي و وزير الحرب هاجيمي سوجياما. أخيرًا، وافق الجنرال هايو تادا على مضض مع رئيس الوزراء كونوي و هيروتا. في نفس اليوم، أبلغ كونوي الإمبراطور بقرار الحكومة، إنهاء وساطة تراوتمان.
في اليوم التالي، 16 يناير 1938، أعلن كونوي، «لن تتفاوض الحكومة اليابانية مع حكومة تشيانغ كاي تشيك بعد الآن».